# Molophilus (Molophilus) albohalteratus
Molophilus (Molophilus) albohalteratus is een tweevleugelige uit de familie steltmuggen (Limoniidae). De soort komt voor in het Palearctisch gebied.